# Victaphanta compacta
Victaphanta compacta es una especie de molusco gasterópodo de la familia Rhytididae en el orden de los Stylommatophora.

## Distribución geográfica
Es endémica de Australia.